# Northamptonshire Police
Northamptonshire Police – brytyjska formacja policyjna, pełniąca funkcję policji terytorialnej na obszarze hrabstwa ceremonialnego Northamptonshire. Według stanu na 31 marca 2012, służba liczy 1234 funkcjonariuszy.